# Ospedali psichiatrici in Italia
Gli ospedali psichiatrici furono istituiti in Italia a partire dal XV secolo. Regolati per la prima volta nel 1904, con il nome di "manicomi" o "frenocomi", sono stati aboliti dalla Legge Basaglia del 1978. Da allora la tutela della salute mentale è affidata ai Dipartimenti di salute mentale, organici al Servizio sanitario nazionale.

## Storia

### Le origini
Gli ospedali psichiatrici, istituiti in Italia a partire dal XV secolo, furono regolati per la prima volta nel 1904. La costruzione di tali strutture venne richiesta da alcuni ordini monastici o dalle amministrazioni provinciali o da medici illustri. Dal 1728 gli ospedali psichiatrici furono richiesti da ordini ecclesiastici. Esempi sono:
- l’ospedale psichiatrico giudiziario di Castiglione delle Stiviere, in provincia di Mantova.
- l'ospedale di San Vincenzo in Prato dalla seconda metà del XV secolo a fine XVIII secolo
- l'ospedale psichiatrico S. Maria della Pietà di Roma, formato intorno al 1550 ad opera di una confraternita di gentiluomini spagnoli vicini a S. Ignazio di Loyola e chiuso nel 1978[1].
- gli ospedali psichiatrici di Torino, gestiti dalla confraternita del S. Sudario e della Vergine delle Grazie dal 1728 e chiusi nel 1981[2]
- l'ospedale psichiatrico di Lucca, aprì le sue porte il 20 aprile 1773, con il nome Spedale dei Pazzi si S. Maria di Fregionaja. L'ospedale fu fondato nel monastero precedentemente appartenuto ai Canonici regolari di Santa Maria di Frigionaia, i quali spazi furono concessi allo Spedale di San Luca della Misericordia per volontà di Papa Clemente XIV, tramite bolla papale del 27 novembre 1770[3].
- l'ospedale neuropsichiatrico di Feltre, fondato nel 1775 dall'unione della scola di S. Paolo e quella dei frati conventuali e chiuso nel 1978[4]
- la Pia casa della Senavra dal 1781 al 1878 e successivamente il manicomio di Mombello per Milano e provincia
- l'ospedale psichiatrico "Santa Maria Maddalena" di Aversa, fondato nel 1813 da Gioacchino Murat
- l'ospedale psichiatrico S. Niccolò di Siena gestito dalla "Compagnia dei disciplinati" nel 1818 e chiuso nel 1978[5]
- l'ospedale psichiatrico provinciale San Benedetto di Pesaro, fondato da mons. Benedetto Capelletti nel 1823 e chiuso nel 1978[6]
- l'ospedale neuropsichiatrico provinciale S. Margherita di Perugia, voluto dal Cardinale Agostino Rivarola nel 1824 e chiuso nel 1980[7]
- l'ospedale psichiatrico S. Antonio Abate di Teramo, voluto nel 1881 dalla Congregazione di carità di Teramo e chiuso nel 1998[8]
- l'ospedale psichiatrico di Girifalco, istituito nel 1881 [9]come manicomio interprovinciale, ottimizzando l'imponente struttura seicentesca di un convento dei frati minori riformati[10]
- O.P.V. - Ospedale Psichiatrico di Volterra, nasce come frenocomio nel 1888
- l'Ex ospedale psichiatrico di Vercelli, fondato nei primi del '900. È considerato come una vera e propria "città" grazie ai suoi 25.000 metri quadrati di grandezza e ai suoi 24 padiglioni con all'interno palestra, teatro, aerea bambini e numerosi uffici e stanze per i malati

Un esempio di ospedale psichiatrico la cui costruzione fu promossa da un'amministrazione provinciale è il Sant'Artemio di Treviso.
Tre esempi di ospedali psichiatrici costruiti grazie all'interessamento di persone illustri furono la Real Casa dei Matti di Palermo, fondata nel 1824 dal barone Pietro Pisani nell'attuale corso Pisani, ampliato nella metà del XIX secolo da Emmanuele Palazzotto, rifondato con un nuovo impianto per volontà del senatore Gaetano La Loggia alla Vignicella di Palermo, oggi via Pindemonte, su progetto di Francesco Paolo Palazzotto a partire dal 1884, e chiusa nel 1998; la casa di cura Sbertoli di Pistoia, fondata nel marzo del 1868 dal prof. Agostino Sbertoli e chiusa nel 1979; l'istituto Costante Gris di Mogliano Veneto, fondato nel 1882 dal sindaco ing. Costante Gris.

### Dall'Ottocento alla legge n. 36 del 1904
Nel XIX secolo a causa del crescente numero dei malati si iniziò a discutere di una legge che potesse regolare tutti i manicomi del Paese che fino a quel momento avevano avuto piena autonomia per quanto riguarda l'internamento. Già a partire dal 1874 era stato proposto dal ministro dell'Interno Girolamo Cantelli un "progetto di regolamento", che però non venne mai attuato.
In un'"Ispezione sui manicomi del Regno" svolta nel 1891 da parte del ministro dell'Interno Giovanni Nicotera si denunciavano numerosi inconvenienti di tali strutture quali la scarsità o la fatiscenza dei locali, l'inadeguatezza degli strumenti di cura, le scarse condizioni igieniche, la mancanza di una registrazione clinica e il sovraffollamento.
La mancanza di una legge nazionale faceva sì che l'internamento potesse avvenire in differenti modi:
- a Napoli, Torino, Genova e Caserta era necessaria l'autorizzazione del prefetto in base al certificato medico;
- a Novara, Bergamo e Pavia era necessaria l'autorizzazione del presidente della deputazione provinciale;
- ad Ancona, Reggio Emilia e Imola era necessaria l'autorizzazione del sindaco;
- a Perugia era necessaria l'autorizzazione del presidente della Congregazione di carità;
- a Brescia e Messina serviva il certificato medico;
- a Monza era sufficiente la domanda della famiglia;
- a Verona, Pistoia, Castel Gandolfo, Mantova, Cagliari e Belluno era necessario un avviso di avvenuta reclusione da mandare al prefetto e alla questura[16].

Anche se formalmente le autorizzazioni erano sempre necessarie, per evitare complicazioni e ritardi, si era soliti praticare ammissioni d'urgenza con successiva domanda di autorizzazione agli organi competenti. Solo nel 1902 Giolitti presentò al Senato un disegno di legge "Disposizioni intorno agli alienati e ai manicomi", basato su quattro punti essenziali, che serviva a regolamentare tutte le strutture, senza distinzioni. Veniva richiesto:
1. l'obbligo di ricovero in manicomio soltanto per i dementi pericolosi o scandalosi;
2. l'ammissione solo dopo procedura giuridica, salvo casi d'urgenza;
3. l'attribuzione delle spese alle Province;
4. l'istituzione di un servizio speciale di vigilanza sugli alienati.

La legge n. 36 venne approvata il 14 febbraio 1904 e vennero aggiunte modifiche, quali le dimissioni del malato solo dopo un decreto del tribunale su richiesta del direttore del manicomio (al quale la legge attribuiva la piena autorità sul servizio sanitario, l'alta sorveglianza sulla gestione economica e finanziaria dei manicomi e il potere disciplinare) ed il "licenziamento in via di prova", concesso al malato che dimostrava miglioramenti. Esso consisteva nella dimissione temporanea resa definitiva se il malato fosse risultato completamente guarito.
La legge Giolitti stabiliva quindi il criterio di internamento: pericolosità sociale e pubblico scandalo. Si entra in manicomio non perché malati, ma perché pericolosi improduttivi, di pubblico scandalo. La legge, che resterà in vigore fino al 1978, serviva in primo luogo come strumento di protezione dal "matto" per la società e non considerava i bisogni e i diritti del malato.
Essa risultava innovativa rispetto al passato, ma non teneva in considerazione né la durata di permanenza nella struttura psichiatrica né il malato, che perdeva ogni diritto dopo il ricovero. Negli ospedali psichiatrici venivano utilizzati l'elettroshock, il coma insulinico e farmaci sperimentali come la cloropromazina che permetteva di ridurre le crisi violente dei ricoverati.

### L'epoca fascista
Il 19 ottobre del 1924 venne istituita presso la sala del Consiglio Provinciale di Bologna la Lega Italiana di Igiene e Profilassi Mentale; il Consiglio di presidenza era composto da Giulio Cesare Ferrari, Sante De Sanctis e Eugenio Medea; la presidenza onoraria era assegnata a Leonardo Bianchi, Eugenio Tanzi ed Enrico Morselli, mentre il Comitato centrale era rappresentato dai presidenti delle tredici sezioni regionali. Il Comitato ebbe idee innovative e cercò di cambiare la visione e la funzione dei manicomi fino a quel momento. Si cercò di restituire a tali strutture la funzione curativa a discapito di quella detentiva, usata come strumento di sicurezza.
Un'altra innovazione fu fatta da Ernesto Ciarla, che istituì i Dispensari per una cura precoce della malattia e per diminuire l'onere amministrativo. I ricoverati avevano in media un'età compresa tra i 20 e i 40 anni, in prevalenza maschi, non sposati, di istruzione elementare inferiore. La durata della degenza era variabile il 20% delle psicosi tossiche endogene e il 30% delle psicosi tossiche esogene e affettive erano curate in meno di un mese; il 72,5% delle frenastenie, il 50% delle psico-degenerazioni, il 62,6% delle epilessie, il 40,4% delle psicosi affettive, il 63,5% delle schizofrenie, il 27% delle psicosi tossiche endogene e il 36% delle psicosi alcoliche venivano tenute in osservazione per un periodo compreso da un anno e oltre due anni.
Su cento dimessi il 17,6% era considerato guarito, il 21,4% era affidato alle famiglie, il 44,3% era ritenuto in esperimento.
Tra il 1922 e il 1937 furono istituiti numerosi istituti, tra cui l'ospedale psichiatrico Casa della Divina Provvidenza di Bisceglie, fondato da don Pasquale Uva nel 1922; l'ospedale psichiatrico provinciale di Rovigo, costruito nel 1930 e chiuso nel 1995; l'ospedale psichiatrico di Agrigento, realizzato sui disegni di qualche decennio prima di Francesco Paolo Palazzotto; l'ospedale psichiatrico di Reggio Calabria, costruito nel 1932 e chiuso nel 1984; l'ospedale psichiatrico di Siracusa, costruito nel 1934 e chiuso nel 1998; l'ospedale psichiatrico di Montecchio Precalcino, costruito nel 1937 e chiuso nel 1980; l'ospedale neuro-psichiatrico di Varese, nel rione Bizzozero, inaugurato nel 1939; l'Istituto interprovinciale per infermi di mente "Vittorio Emanuele III", costruito a Grugliasco tra il 1928 e il 1931.

### Il Sessantotto
Nel 1961 Franco Basaglia iniziò da Gorizia ad organizzare un movimento che aveva tra i suoi obiettivi anche la chiusura dei manicomi: tale attività collettiva confluirà poi nella successiva nascita del movimento di Psichiatria Democratica. 
Nel 1962 si inaugurarono i primi governi di centro sinistra (fine del centrismo democristiano), si affermò l'aspettativa di un cambiamento e di un'apertura che si rifletté anche sulla psichiatria. Proseguì l'intento di trasformare i manicomi in ospedali psichiatrici dove poter curare, se non addirittura guarire, i malati di mente. Si cominciò a pensare a un'evoluzione degli ospedali e dell'assistenza psichiatrica a partire da cambiamenti indotti all'interno dei manicomi (formazione del personale di cura, introduzione delle tecniche psicoterapeutiche, sperimentazione di nuovi metodi di socializzazione e di psicoterapia di gruppo).
A partire da esperienze francesi nei primi anni Sessanta (specialmente grazie all'elezione nel 1963 di Ferdinando Barison a presidente dell'AMOPI, Associazione medici ospedali psichiatrici italiani, associazione costituitasi a Napoli nel 1959 come organismo di coordinamento degli psichiatri ospedalieri italiani) la politica di settore rappresentò in Italia l'espressione più avanzata del movimento riformatore e per questo suscitò diffidenze, timori, ma anche entusiasmo e speranze. ""Settore"", infatti, significava uscire dall'ospedale e proiettarsi sul territorio. Si cominciò a parlare di unità sanitaria locale e la politica di settore ne rispecchiava il corrispettivo in campo psichiatrico.
Nel 1965 il ministro della sanità, Luigi Mariotti, tentò l'avvio di una riforma. Per prima cosa, il 20 settembre di quell'anno, in un convegno a Milano, lanciò un atto di denuncia dello stato dell'assistenza psichiatrica in Italia che avrebbe poi suscitato molte proteste: egli paragonò infatti gli ospedali psichiatrici italiani - dove "i malati di mente, secondo la vecchia legge del 1904, sono considerati uomini irrecuperabili" - ai lager nazisti. Inoltre, lavorò per l'istituzione di piccole strutture da affiancare ai dispensari e ai centri di igiene mentale, legate agli ospedali civili che potessero essere fonte di aiuto e comprensione del paziente.
Ovviamente non tutti si dimostrarono favorevoli a questo progetto, sia per motivi economici che politici, oltre alla semplice paura di mescolare i “matti” tra la gente “normale”. In questi anni il movimento antipsichiatrico da Gorizia iniziò a diffondersi anche nel resto d'Italia. A Perugia, per esempio, si diede il via a un'opera di ristrutturazione e umanizzazione del manicomio. Così avvenne anche per l'istituto di Nocera Superiore dove venne abolito l'elettroshock. Il suo direttore, Sergio Piro, iniziò a intrattenere contatti con Basaglia, prima scettico e poi convinto della sua politica. Anche a Cividale del Friuli venne inaugurato un nuovo metodo terapeutico basato sul dialogo individuale con i pazienti, ma cinque mesi dopo l'avvio del progetto ne fu richiesta la chiusura, evento che sottolinea le profonde spaccature presenti in quegli anni.
Tutto ciò accadde in un clima di tensione e cambiamento, con un grande movimento a livello mediatico, tramite film, libri e convegni. 
A Parma, il nuovo assessore alla Sanità Tommasini, iniziò ad interessarsi del mondo confuso dei manicomi e allestì commissioni di esperti con cui discutere di tali problemi. Il tutto si concluse con un grande dibattito a Colorno, dove furono invitati Basaglia e un rappresentante del ministero della Sanità. Era il 1967, lo stesso anno della mostra fotografica nella quale vennero esposte immagini scattate nei manicomi italiani, e dove una di queste immagini diventerà il manifesto della lotta al manicomio. 
Il 1968 fu l'anno della svolta: molti studenti universitari di medicina, che avevano già cominciato a frequentare il manicomio di Colorno come volontari, decisero di occuparlo e fu richiamata con prepotenza l'attenzione della città sui problemi della reclusione manicomiale. Si raggiunse così una situazione di stallo che, a livello nazionale, venne accompagnata da alcune notevoli modifiche alla legge Giolitti del 1904, varate dall'allora ministro della Sanità Luigi Mariotti, con una legge stralcio che introduceva il ricovero volontario.

#### L'ospedale di Colorno
Un caso particolare e fondamentale fu, l'occupazione dell'ospedale psichiatrico di Colorno (Parma) tra il 1968-1969 che rappresentava una tappa fondamentale per l'evoluzione dell'assistenza psichiatrica. Prima dell'occupazione l'ospedale si presentava con una struttura molto vecchia, con molti malati e pochi medici ed infermieri. Vi era una rigida divisione tra uomini e donne, infermieri ed infermiere e dei reparti in base al grado del disturbo.
Nella primavera del 1968 la protesta degli infermieri trovò consenso da parte del movimento studentesco che iniziò ad interessarsi all'ospedale, vedendo nella psichiatria il paradigma estremo della medicina di classe. 
Dal 27 al 30 gennaio 1969 si svolse a Parma il convegno "Medicina e psichiatria" ed è proprio qui che gli studenti iniziarono ad avanzare richieste sul miglioramento della struttura e il 2 febbraio decisero di occuparla. Tra le numerose proposte presentate all'interno delle assemblee dell'occupazione si proponeva di aprire le porte della struttura, tenere assemblee comuni di uomini e donne, mandare in pensione i vecchi medici, avere permessi di uscita e di consumo delle sigarette, cancellare la sveglia alle sei, rimuovere le inferriate. Tutte le richieste vennero accolte, ma la stampa locale si dimostrò contraria all'occupazione ed il 28 febbraio un gruppo di infermieri, appoggiati sia dalle istituzioni che dalla stampa iniziò la contro-occupazione. Iniziarono ad esserci incertezze sia da parte dell'amministrazione, che temeva di subire un danno economico se l'ospedale fosse stato chiuso, sia da parte dei sindacati, che per la maggior parte non appoggiarono la protesta.
Il 9 marzo terminò l'occupazione.
Alla fine del 1969 Basaglia divenne direttore dei servizi psichiatrici di Parma, mentre coloro che avevano lavorato con lui a Gorizia “migrarono” verso i servizi psichiatrici delle altre province. Da qui per tutti gli anni settanta sarà in tutta Italia un fiorire ininterrotto di libri, film e mostre fotografiche che culminerà nel 1976 con Gran premio della giuria al festival di Berlino al film “Matti da slegare” di Silvano Agosti, Marco Bellocchio, Sandro Petraglia e Stefano Rulli.

### La riforma del 1978
Grazie anche al clamore suscitato dal caso Coda a Grugliasco, venne approvata la legge Basaglia (legge 13 maggio 1978 n. 180), che di fatto ha abolito i manicomi. Il Trattamento sanitario obbligatorio (TSO) poteva essere effettuato solo "se esistono alterazioni psichiche tali da richiedere urgenti interventi terapeutici e se gli stessi non vengano accettati dall'infermo (art. 34)". La legge consta di 11 articoli:
1. Art. 1 - Accertamenti e trattamenti sanitari volontari e obbligatori;
2. Art. 2 - Accertamenti e trattamenti sanitari obbligatori per malattia mentale;
3. Art. 3 - Procedimento relativo agli accertamenti e trattamenti sanitari obbligatori in condizioni di degenza ospedaliera per malattia mentale;
4. Art. 4 - Revoca e modifica del provvedimento di trattamento sanitario obbligatorio;
5. Art. 5 - Tutela giurisdizionale;
6. Art. 6 - Modalità relative agli accertamenti e trattamenti sanitari obbligatori in condizioni di degenza ospedaliera;
7. Art. 7 - Trasferimento alle regioni delle funzioni in materia di assistenza ospedaliera psichiatrica;
8. Art. 8 - Infermi già ricoverati negli ospedali psichiatrici;
9. Art. 9 - Attribuzioni del personale medico;
10. Art. 10 - Modifiche al codice penale;
11. Art. 11 - Norme finali.

I principi che la nuova legge afferma, cioè prevenzione e riabilitazione del malato, risultarono nuovi e i processi di adattamento molto lunghi. Tutto ciò che fino al 1978 era affidato alle Province diventa responsabilità delle unità sanitarie locali e delle regioni. La legge 180 del maggio 1978 rappresentava l'anticipazione della più generale legge istitutiva del servizio sanitario nazionale del 23 dicembre 1978, n. 833.
Dopo l'approvazione della legge 180 si iniziò a modificare lentamente il disinteresse nei confronti dei bisogni di risocializzazione dei pazienti. In alcune realtà territoriali non vi furono delle modifiche sostanziali del carattere residenziale degli ospedali psichiatrici, mentre in altre si iniziò a costituire la rete dei servizi di salute mentale territoriali. Nel 1994 il governo Berlusconi I introduce nella legge finanziaria un insieme di norme che impongono la chiusura definitiva dei manicomi e nel 1996 il governo Prodi I ne dà attuazione.

## Fonti normative
- Codice civile: art. 5 “Atti di disposizione del proprio corpo”
- Costituzione della Repubblica Italiana: art. 32 “Diritto alla salute”: La Repubblica tutela la salute come fondamentale diritto dell'individuo e interesse della collettività, e garantisce cure gratuite agli indigenti. Nessuno può essere obbligato a un determinato trattamento sanitario se non per disposizione di legge. La legge non può in nessun caso violare i limiti imposti dal rispetto della persona umana.
- L. 13.05.1978 n. 180: Accertamenti e trattamenti sanitari volontari e obbligatori
- L. 23.12.1978 n. 833: Istituzione del Servizio sanitario nazionale
- D.Lgs. 30.12.1992 n. 502 "Riordino della disciplina in materia sanitaria, a norma dell'art. 1 della legge 23.10.1992 n. 421", parzialmente modificato dal D.Lgs. 07.12.1993 n. 517.
- Decreto del Presidente della Repubblica 7 aprile 1994 (Gazzetta Ufficiale n. 93 del 22.04.1994): Progetto Obiettivo: Tutela della Salute Mentale 1994-1996